# Vice-président de la république du Liberia
Le vice-président de la république du Liberia (en anglais : Vice President of the Republic of Liberia) est le deuxième plus haut dirigeant du pouvoir exécutif du Liberia après le président de la République. Selon la Constitution de 1986, il assiste ce dernier dans l'exercice de ses fonctions et lui succède en cas de décès, de démission, d'empêchement ou de destitution (Impeachment). En sa qualité de vice-président, il est également président du Sénat, la chambre haute de la législature du Liberia.
Il est élu en même temps que le président en tant que colistier au suffrage universel direct, pour un mandat de six ans, renouvelable une fois de manière consécutive.
L'actuel vice-président de la République est Jeremiah Koung depuis le 22 janvier 2024, élu en tant que colistier de Joseph Boakai, lors de l'élection présidentielle de 2023.

## Élection

### Conditions d'éligibilités
Un candidat à la vice-présidence doit remplir les mêmes conditions d'éligibilités que pour le président. Il doit être âgé d'au moins trente-cinq ans, posséder de naissance la nationalité libérienne — limitée aux seuls personnes « négros ou d'ascendance négro » — ainsi que posséder des biens immobiliers propres d'une valeur d'au moins 25 000 $. Il doit également être établi dans le pays depuis au moins dix ans et ne pas résider dans le même comté que le président.

### Processus électoral
Le vice-président est élu au suffrage universel direct selon le scrutin uninominal majoritaire à deux tours, en tant que colistier du président de la République, pour un mandat de six ans, renouvelable une seule fois consécutivement ou non,. Si aucun candidat à la présidence ne recueille la majorité absolue des suffrages exprimés au premier tour, un second est convoqué entre les deux candidats arrivés en tête au premier, et celui recueillant le plus de suffrages l'emporte.

#### Historique du mandat
La longue tradition du mandat présidentiel et vice-présidentiel de deux ans renouvelables indéfiniment mise en place par la constitution de 1847, puis porté à quatre ans en 1907, a pris fin à la suite du changement de constitution portée par le président William Tolbert, qui l'amende en 1975 pour introduire un mandat de huit ans non renouvelable,. Le mandat passe ensuite à sa durée actuelle de six ans, renouvelable une seule fois, lors de l'entrée en vigueur de la Constitution de 1986.
En septembre 2019, le président George Weah élu en 2017, met en œuvre des propositions d'amendement de la Constitution, dont une pour réduire le mandat du président et du vice-président de six à cinq ans. Il les soumet aux deux chambres de la législature et après plusieurs mois de débats houleux qui font craindre un échec du projet, celui-ci les adopte en session conjointe le 30 septembre 2019, suivi de leur signature par Weah le 4 octobre,. Conformément à la Constitution, les amendements sont soumis par référendum le 8 décembre 2020. La proposition est approuvée par 54,2 % des votants, mais ne parvient cependant à réunir la majorité qualifiée des deux tiers des suffrages exprimés, échouant ainsi à remplir les conditions de validation requises pour amender la Constitution.

### Entrée en fonction
Son mandat — avec celui du président — débute le troisième lundi de janvier de l'année suivant l'élection présidentielle. Au moment de leur investiture, chaque vice-président est tenu, en vertu de la Constitution, de prêter serment en promettant de préserver et de défendre la Constitution et d'exécuter fidèlement la loi. Le serment est prêté en présence du juge en chef du Liberia devant une session conjointe de la législature.
Le serment suivant est indiqué en annexe de la Constitution :

« I, (name of the holder), do solemnly swear (affirm) that I will support, uphold, protect and defend the Constitution and laws of the Republic of Liberia, bear true faith and allegiance to the Republic, and will faithfully, conscientiously and impartially discharge the duties and functions of the office of                                        to the best of my ability. So help me God. »

— Annexe de la Constitution libérienne de 1986

« Je, (nom du titulaire), jure (affirme) solennellement que je soutiendrai, respecterai, protégerai et défendrai la Constitution et les lois de la république du Libéria, que j'aurai une véritable foi et allégeance à la République et que je m'acquitterai fidèlement, consciencieusement et impartialement de mes devoirs et fonctions au mieux de mes capacités. Que Dieu me vienne en aide. »

— Annexe de la Constitution libérienne de 1986

## Rôle constitutionnel

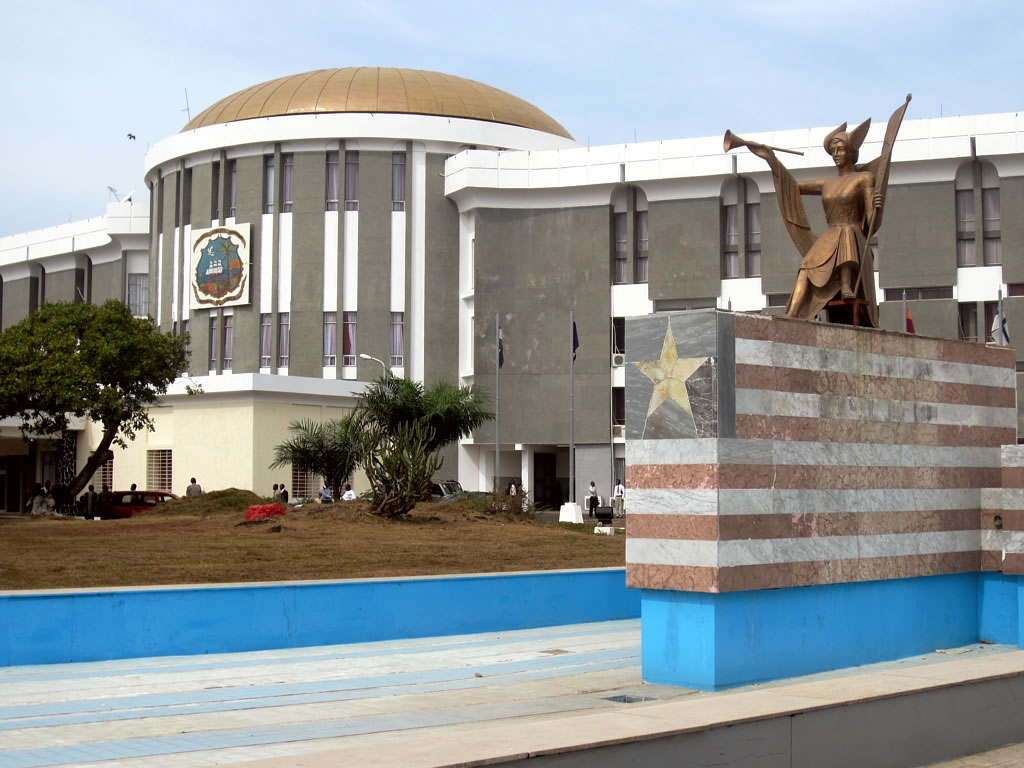
Le Capitole du Liberia, siège du Sénat dont son président est de droit le vice-président du pays.

Le vice-président a pour fonction d'assister le président de la République dans la charge du pouvoir exécutif. Le président lui délégue les fonctions qu'il juge approprié à l'exception des pouvoirs propres au président. Le vice-président assiste aux réunions du cabinet et aux autres réunions gouvernementales. Il est également de droit le président du Sénat, la chambre haute de la législature du Liberia, au sein duquel il ne vote qu'en cas d'égalité des voix pour et contre.

## Succession présidentielle
L'un des rôles majeurs du vice-président est de remplacer le président de la République en cas de vacance du pouvoir, jusqu'au terme de son mandat de six ans. Il peut lui succéder en cas de décès, de démission, d'empêchement ou de destitution — appelé Impeachment. Si le vice-président devient à son tour candidat à la présidence au cours d'une élection ultérieure, ce remplacement en cours de mandat ne compte pas vis-à-vis de la limitation à deux mandats. En cas d'empêchement du seul vice-président, le président nomme un successeur avec le vote favorable de chacune des deux chambres du parlement. En cas d'empêchement simultané du président et du vice-président, le président de la Chambre des représentants devient président par intérim et supervise l'organisation d'une élection présidentielle dans les quatre-vingt-dix jours.
À ce jour, cinq vice-présidents ont accédé à la présidence, soit en raison de la mort, de la démission ou de la destitution du président : James Skivring Smith, Alfred Francis Russell, William D. Coleman, William Richard Tolbert et Moses Blah. On dénombre également douze vacances de la fonction de vice-président, dont la première a eu lieu entre le 26 octobre 1871 et le 1er janvier 1872, à la suite l'ascension de James Skivring Smith au poste de président. La vacance la plus récente eu lieu entre le 11 août 2003 et le 16 janvier 2006, après l'ascension de Moses Blah au poste de président et avant l'élection de Joseph Boakai.

## Liste des titulaires
| No | Portrait                 | Titulaire (Naissance-mort)           | Mandat           | Mandat           | Mandat                     | Parti politique | Parti politique | Élection                 | Président         |
| No | Portrait                 | Titulaire (Naissance-mort)           | Début            | Fin              | Durée                      | Parti politique | Parti politique | Élection                 | Président         |
| --- | ------------------------ | ------------------------------------ | ---------------- | ---------------- | -------------------------- | --------------- | --------------- | ------------------------ | ----------------- |
| 1 | Nathaniel Brander        | Nathaniel Brander (1796-1870)        | 3 janvier 1848   | 7 janvier 1850   | 2 ans et 4 jours           |                 | Indépendant     | 1847                     | Roberts           |
| 2 | Anthony D. Williams      | Anthony D. Williams (1799-1860)      | 7 janvier 1850   | 2 janvier 1854   | 3 ans, 11 mois et 26 jours |                 | Indépendant     | 1849 1851                | Roberts           |
| 3 | Stephen Allen Benson     | Stephen Allen Benson (1816-1865)     | 2 janvier 1854   | 7 janvier 1856   | 2 ans et 5 jours           |                 | Indépendant     | 1853                     | Roberts           |
| 4 | Beverly Page Yates       | Beverly Page Yates (1811-1883)       | 7 janvier 1856   | 2 janvier 1860   | 3 ans, 11 mois et 26 jours |                 | Indépendant     | 1855 1857                | Benson            |
| 5 | Daniel Bashiel Warner    | Daniel Bashiel Warner (1815-1880)    | 2 janvier 1860   | 4 janvier 1864   | 4 ans et 2 jours           |                 | Indépendant     | 1859 1861                | Benson            |
| 6 | James M. Priest          | James M. Priest (1819-1883)          | 4 janvier 1864   | 6 janvier 1868   | 4 ans et 2 jours           |                 | Républicain     | 1863 1865                | Warner            |
| 7 | Joseph Gibson            | Joseph Gibson (1823-1886)            | 6 janvier 1868   | 3 janvier 1870   | 1 an, 11 mois et 28 jours  |                 | Républicain     | 1867                     | Payne             |
| 8 | James Skivring Smith     | James Skivring Smith (1825-1884)     | 3 janvier 1870   | 26 octobre 1871  | 3 ans, 9 mois et 23 jours  |                 | TWP             | 1869                     | Roye              |
| Vacance de la fonction du 26 octobre 1871 au 1er janvier 1872.                                                       |                          |                                      |                  |                  |                            |                 |                 |                          |                   |
| 9 | Anthony W. Gardiner      | Anthony W. Gardiner (1820-1885)      | 1er janvier 1872 | 3 janvier 1876   | 4 ans et 2 jours           |                 | Républicain     | 1871 1873                | Robert            |
| 10 | Charles Harmon           | Charles Harmon (1832-1886)           | 3 janvier 1876   | 7 janvier 1878   | 2 ans et 4 jours           |                 | Républicain     | 1875                     | Payne             |
| 11 | Alfred Francis Russell   | Alfred Francis Russell (1817-1884)   | 7 janvier 1878   | 20 janvier 1883  | 5 ans et 13 jours          |                 | TWP             | 1877 1879 1881           | Gardiner          |
| Vacance de la fonction du 20 janvier 1883 au 7 janvier 1884.                                                         |                          |                                      |                  |                  |                            |                 |                 |                          |                   |
| 12 | James Thompson           | James Thompson (?-?)                 | 7 janvier 1884   | 4 janvier 1892   | 7 ans, 11 mois et 28 jours |                 | TWP             | 1883 1885 1887 1889      | Johnson           |
| 13 | William D. Coleman       | William D. Coleman (1842-1908)       | 4 janvier 1892   | 12 novembre 1896 | 4 ans, 10 mois et 8 jours  |                 | TWP             | 1891 1893 1895           | Cheesman          |
| Vacance de la fonction du 12 novembre 1896 au 3 janvier 1898.                                                        |                          |                                      |                  |                  |                            |                 |                 |                          |                   |
| 14 | Joseph J. Ross           | Joseph J. Ross (1842-1899)           | 3 janvier 1898   | 24 octobre 1899  | 1 an, 9 mois et 21 jours   |                 | TWP             | 1897 1899                | Coleman           |
| Vacance de la fonction du 24 octobre 1899 au 6 janvier 1902.                                                         |                          |                                      |                  |                  |                            |                 |                 |                          |                   |
| 15 | Joseph D. Summerville    | Joseph D. Summerville (1860-1905)    | 6 janvier 1902   | 27 juillet 1905  | 3 ans, 6 mois et 21 jours  |                 | TWP             | 1901 1903                | Gibson A. Barclay |
| Vacance de la fonction du 27 juillet 1905 au 1er janvier 1906.                                                       |                          |                                      |                  |                  |                            |                 |                 |                          |                   |
| 16 | James Jenkins Dossen     | James Jenkins Dossen (1866-1924)     | 1er janvier 1906 | 1er janvier 1912 | 6 ans                      |                 | TWP             | 1905 1907                | A. Barclay        |
| 17 | Samuel George Harmon     | Samuel George Harmon (1861-1925)     | 1er janvier 1912 | 5 janvier 1920   | 8 ans et 4 jours           |                 | TWP             | 1911 1915                | Howard            |
| 18 | Samuel Alfred Ross       | Samuel Alfred Ross (1870-1929)       | 5 janvier 1920   | 1er janvier 1924 | 3 ans, 11 mois et 27 jours |                 | TWP             | 1919                     | King              |
| 19 | Henry Too Wesley         | Henry Too Wesley (1877-1944)         | 1er janvier 1924 | 2 janvier 1928   | 3 ans, 11 mois et 27 jours |                 | TWP             | 1923                     | King              |
| 20 | Allen Yancy              | Allen Yancy (1881-1941)              | 2 janvier 1928   | 3 décembre 1930  | 3 ans, 11 mois et 27 jours |                 | TWP             | 1927                     | King              |
| Vacance de la fonction à partir du 3 décembre 1930.                                                                  |                          |                                      |                  |                  |                            |                 |                 |                          |                   |
| 21 | James Skivring Smith Jr. | James Skivring Smith Jr. (1891-1950) | 1930             | 3 janvier 1944   | 14 ans                     |                 | TWP             | 1931 1939                | E. Barclay        |
| 22 | Clarence L. Simpson      | Clarence L. Simpson (1896-1969)      | 3 janvier 1944   | 1er janvier 1952 | 7 ans, 11 mois et 29 jours |                 | TWP             | 1943                     | Tubman            |
| 23 | William Richard Tolbert  | William Richard Tolbert (1913-1980)  | 1er janvier 1952 | 23 juillet 1971  | 19 ans, 6 mois et 22 jours |                 | TWP             | 1951 1955 1959 1963 1967 | Tubman            |
| Vacance de la fonction du 23 juillet 1971 à avril 1972.                                                              |                          |                                      |                  |                  |                            |                 |                 |                          |                   |
| 24 | James Edward Greene      | James Edward Greene (1914-1977)      | avril 1972       | 22 juillet 1977  | 5 ans et 3 mois            |                 | TWP             | 1975                     | Tolbert           |
| Vacance de la fonction du 22 juillet 1977 au 31 octobre 1977.                                                        |                          |                                      |                  |                  |                            |                 |                 |                          |                   |
| 25 | Bennie Dee Warner        | Bennie Dee Warner (1935-2024)        | 31 octobre 1977  | 12 avril 1980    | 2 ans, 5 mois et 12 jours  |                 | TWP             | —                        | Tolbert           |
| Vacance de la fonction du 12 avril 1980 au 6 janvier 1986 à la suite du coup d'État de 1980.                         |                          |                                      |                  |                  |                            |                 |                 |                          |                   |
| 26 | Harry Moniba             | Harry Moniba (1937-2004)             | 6 janvier 1986   | 9 septembre 1990 | 4 ans, 8 mois et 3 jours   |                 | NDPL            | 1985                     | Doe               |
| Vacance de la fonction du 9 septembre 1990 au 2 août 1997 du fait de la première guerre civile libérienne.           |                          |                                      |                  |                  |                            |                 |                 |                          |                   |
| 27 | Enoch Dogolea            | Enoch Dogolea (1951-2000)            | 2 août 1997      | 24 juin 2000     | 2 ans, 10 mois et 22 jours |                 | NPP             | 1997                     | Taylor            |
| Vacance de la fonction du 24 juin 2000 au 24 juillet 2000.                                                           |                          |                                      |                  |                  |                            |                 |                 |                          |                   |
| 28 | Moses Blah               | Moses Blah (1947-2013)               | 24 juillet 2000  | 11 août 2003     | 3 ans et 18 jours          |                 | NPP             | —                        | Taylor            |
| Vacance de la fonction du 11 août 2003 au 3 octobre 2003.                                                            |                          |                                      |                  |                  |                            |                 |                 |                          |                   |
| Vacance de la fonction du 3 octobre 2003 au 16 janvier 2006 du fait de la mise en place de l'accord de paix d'Accra. |                          |                                      |                  |                  |                            |                 |                 |                          |                   |
| 29 | Joseph Boakai            | Joseph Boakai (né en 1944)           | 16 janvier 2006  | 22 janvier 2018  | 12 ans et 6 jours          |                 | UP              | 2005 2011                | Sirleaf           |
| 30 | Jewel Taylo              | Jewel Taylor (née en 1963)           | 22 janvier 2018  | 22 janvier 2024  | 6 ans                      |                 | NPP             | 2017                     | Weah              |
| 31 | Jeremiah Koung           | Jeremiah Koung (né en 1978)          | 22 janvier 2024  | en cours         | 1 an, 1 mois et 20 jours   |                 | MDR             | 2023                     | Boakai            |